# Korsnäs naturreservat
Korsnäs naturreservat är ett naturreservat i Söderköpings kommun i Östergötlands län.
Området är naturskyddat sedan 2023 och är 83 hektar stort. Reservatet ligger vid södra stranden av Gropviken sydost om Börrums kyrka och består av öppna betesmarker, tallksog och en ravin med Passdalsån.